# Alina Zagitowa
Alina Ilnazowna Zagitowa (ros. Алина Ильназовна Загитова; ur. 18 maja 2002 w Iżewsku) – rosyjska łyżwiarka figurowa, startująca w konkurencji solistek. Mistrzyni i wicemistrzyni olimpijska z Pjongczangu (2018; złoto indywidualnie; srebro drużynowo), mistrzyni świata (2019), mistrzyni Europy (2018), zwyciężczyni finału Grand Prix (2017) oraz mistrzyni Rosji (2018).
Po zmianie przepisów w punktacji zawodów łyżwiarskich w 2018 roku, należy do niej historyczny rekord świata (GOE±3) solistek w kategorii seniorów: za program krótki (82,92 pkt).
W 2019 roku po zdobyciu mistrzostwa świata została drugą solistką, a zarazem najmłodszą zdobywczynią super szlema (ang. Super Slam – zwycięstwa we wszystkich seniorskich i juniorskich zawodach najwyższej rangi).

## Życie prywatne
Jest córką niegdysiejszego hokeisty, a obecnie trenera hokeja na lodzie Ilnaza Zagitowa, z pochodzenia Tatara, oraz jego żony Lejsan. Ma młodszą siostrę Sabinę, która również trenuje łyżwiarstwo figurowe.
Alina otrzymała swoje imię na cześć rosyjskiej gimnastyczki artystycznej Aliny Kabajewej.
W latach 2008–2014 trenowała łyżwiarstwo figurowe w dziecięcej szkole sportowej w Iżewsku pod kierownictwem Natalii Antipiny. W 2015 roku, w wieku 13 lat Zagitowa przeniosła się z rodzinnego Iżewska do Moskwy wraz z babcią, aby móc kontynuować treningi łyżwiarskie. W stolicy Rosji od 2015 roku trenowała w oddziale „Chrustalnyj” Centrum Sportu i Edukacji Sambo-70, gdzie jej trenerami byli Eteri Tutberidze i Siergiej Dudakow.
Jest miłośniczką zwierząt. Po igrzyskach olimpijskich w 2018 roku otrzymała od Japończyków psa rasy Akita Inu o imieniu Masaru, co po japońsku znaczy „zwycięstwo”.

## Kariera

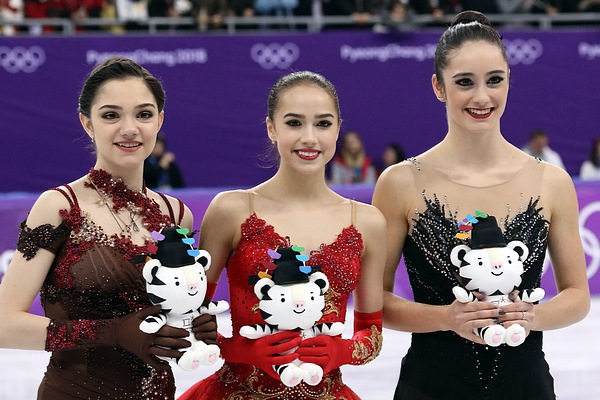
Ceremonia po zdobyciu mistrzostwa olimpijskiego w 2018 roku, od lewej Miedwiediewa, Zagitowa, Osmond

Na Zimowych Igrzyskach Olimpijskich 2018 w Pjongczangu startowała jako reprezentantka ekipy sportowców olimpijskich z Rosji. W zawodach drużynowych zdobyła wicemistrzostwo olimpijskie. W konkurencji solistek została mistrzynią olimpijską w swoim pierwszym sezonie seniorskim. O złoty medal walczyła z rodaczką Jewgieniją Miedwiediewą bijąc w programie krótkim jej rekord świata (81,61 pkt) ustanowiony w zawodach olimpijskich kilkanaście minut później o 1,31 pkt. W programie dowolnym obie łyżwiarki otrzymały taką samą notę (156,65 pkt), przez co Zagitowa utrzymała przewagę 1,31 pkt co umożliwiło jej zdobycie złotego medalu. Jako jedyna zawodniczka w historii wykonała na igrzyskach olimpijskich wszystkie skoki w drugiej połowie obu programów. Jej skoki łyżwiarskie otrzymywały dzięki temu 10-procentowy bonus z powodu tzw. zmęczonych nóg. Po sezonie olimpijskim Międzynarodowa Unia Łyżwiarska (ISU) zdecydowała, że od sezonu 2018/2019 w programie krótkim tylko jeden skok, zaś w programie dowolnym tylko trzy skoki oddawane w drugiej połowie występu będą otrzymywały bonus. Ta decyzja ISU została nazwana „zasadą Zagitowej” (ang. Zagitova’s rule).

## Osiągnięcia

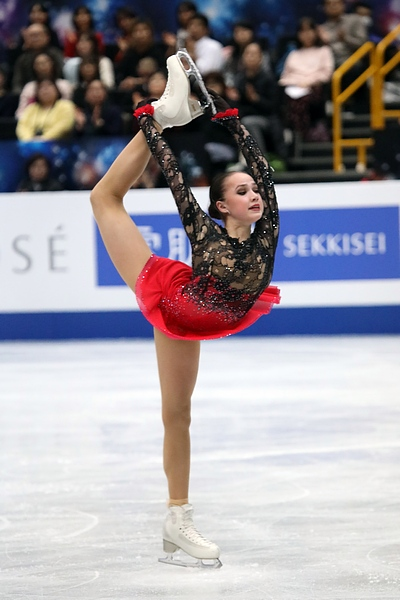
Program dowolny Carmen na mistrzostwach świata 2019

| Zawody                                | 15–16          | 16–17          | 17–18          | 18–19          | 19–20          |                |                |                |                |                |                |                |                |                |                |                |                |
| Międzynarodowe                        | Międzynarodowe | Międzynarodowe | Międzynarodowe | Międzynarodowe | Międzynarodowe | Międzynarodowe | Międzynarodowe | Międzynarodowe | Międzynarodowe | Międzynarodowe | Międzynarodowe | Międzynarodowe | Międzynarodowe | Międzynarodowe | Międzynarodowe | Międzynarodowe | Międzynarodowe |
| ------------------------------------- | -------------- | -------------- | -------------- | -------------- | -------------- | -------------- | -------------- | -------------- | -------------- | -------------- | -------------- | -------------- | -------------- | -------------- | -------------- | -------------- | -------------- |
| Igrzyska olimpijskie                  |                |                | 1              |                |                |                |                |                |                |                |                |                |                |                |                |                |                |
| Mistrzostwa świata                    |                |                | 5              | 1              |                |                |                |                |                |                |                |                |                |                |                |                |                |
| Mistrzostwa Europy                    |                |                | 1              | 2              |                |                |                |                |                |                |                |                |                |                |                |                |                |
| GP Finał Grand Prix                   |                |                | 1              | 2              | 6              |                |                |                |                |                |                |                |                |                |                |                |                |
| GP Cup of China                       |                |                | 1              |                |                |                |                |                |                |                |                |                |                |                |                |                |                |
| GP Internationaux de France           |                |                | 1              |                | 2              |                |                |                |                |                |                |                |                |                |                |                |                |
| GP Grand Prix Helsinki                |                |                |                | 1              |                |                |                |                |                |                |                |                |                |                |                |                |                |
| GP Rostelecom Cup                     |                |                |                | 1              |                |                |                |                |                |                |                |                |                |                |                |                |                |
| GP NHK Trophy                         |                |                |                |                | 3              |                |                |                |                |                |                |                |                |                |                |                |                |
| CS Lombardia Trophy                   |                |                | 1              |                |                |                |                |                |                |                |                |                |                |                |                |                |                |
| CS Nebelhorn Trophy                   |                |                |                | 1              |                |                |                |                |                |                |                |                |                |                |                |                |                |
| Międzynarodowe: Kategorie młodzieżowe |                |                |                |                |                |                |                |                |                |                |                |                |                |                |                |                |                |
| Mistrzostwa świata juniorów           |                | 1              |                |                |                |                |                |                |                |                |                |                |                |                |                |                |                |
| JGP Finał                             |                | 1              |                |                |                |                |                |                |                |                |                |                |                |                |                |                |                |
| JGP we Francji                        |                | 1              |                |                |                |                |                |                |                |                |                |                |                |                |                |                |                |
| JGP w Słowenii                        |                | 3              |                |                |                |                |                |                |                |                |                |                |                |                |                |                |                |
| Olimpijski festiwal młodzieży Europy  |                | 1              |                |                |                |                |                |                |                |                |                |                |                |                |                |                |                |
| Krajowe                               |                |                |                |                |                |                |                |                |                |                |                |                |                |                |                |                |                |
| Mistrzostwa Rosji                     |                | 2              | 1              | 5              | WD             |                |                |                |                |                |                |                |                |                |                |                |                |
| Mistrzostwa Rosji juniorów            | 9 J            | 1 J            |                |                |                |                |                |                |                |                |                |                |                |                |                |                |                |
| Zawody drużynowe                      |                |                |                |                |                |                |                |                |                |                |                |                |                |                |                |                |                |
| Igrzyska olimpijskie                  |                |                | 2 T 1 P        |                |                |                |                |                |                |                |                |                |                |                |                |                |                |
| Japan Open                            |                |                | 1 T 3 P        | 2 T 1 P        | 1 T 2 P        |                |                |                |                |                |                |                |                |                |                |                |                |

## Programy

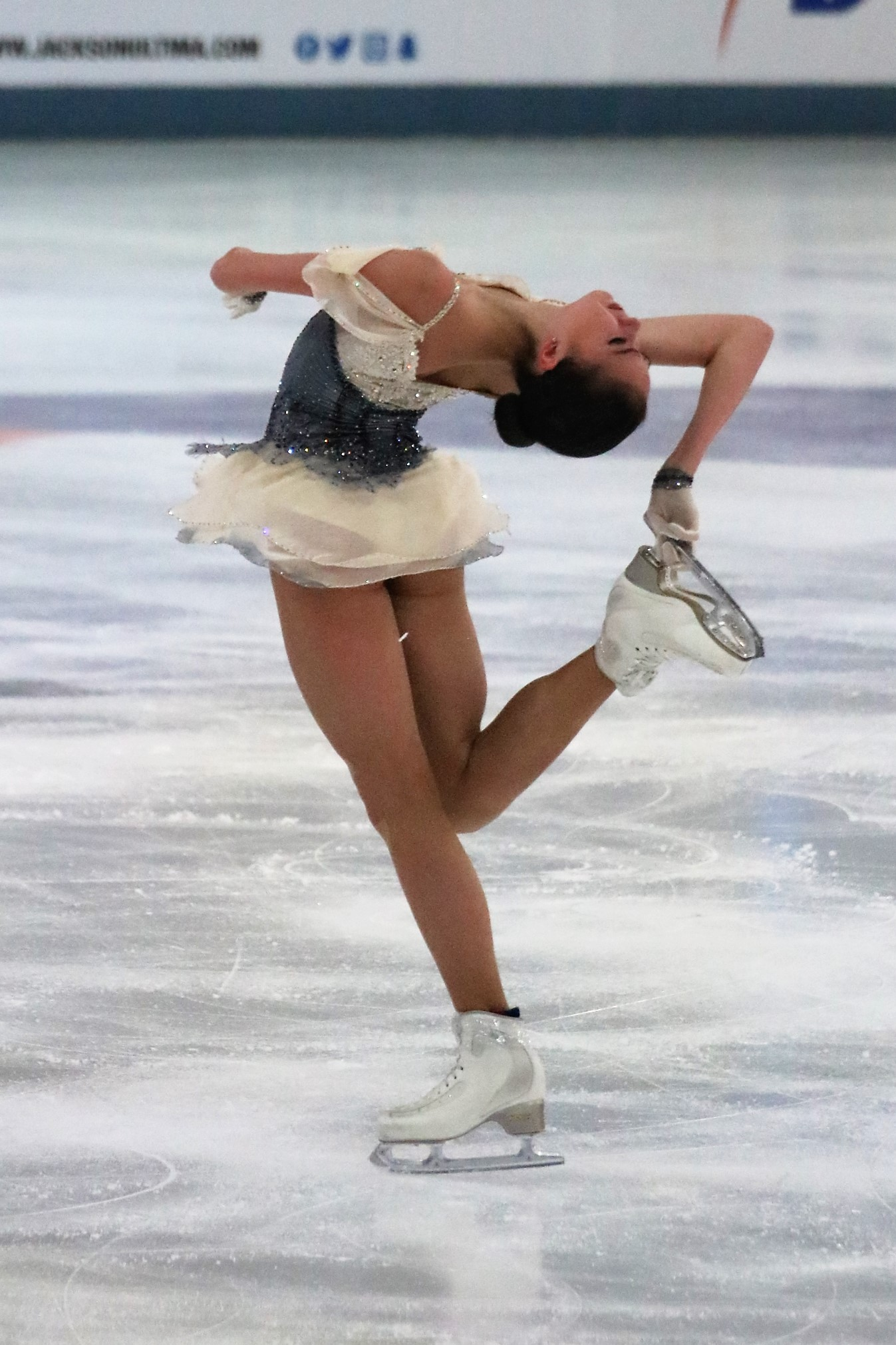
Piruet odchylany z trzymaniem nogi w programie krótki Upiór w operze na mistrzostwach Rosji 2019

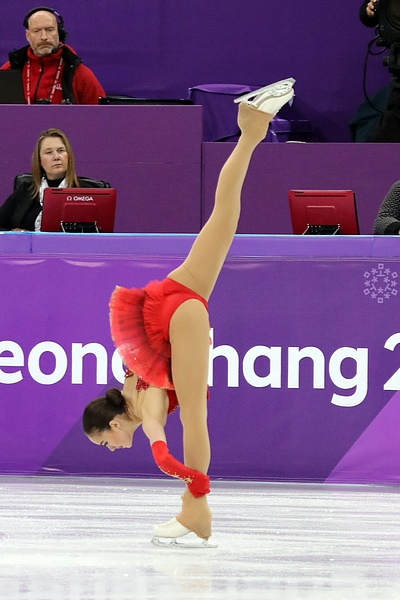
Spirala Charlotte w programie dowolnym Don Kichot na igrzyskach olimpijskich 2018

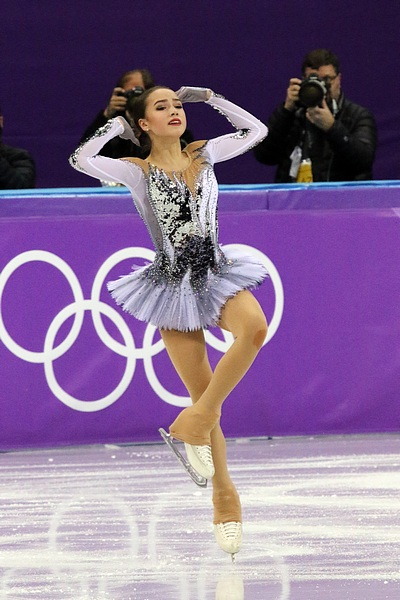
Program krótki Czarny łabędź na igrzyskach olimpijskich 2018

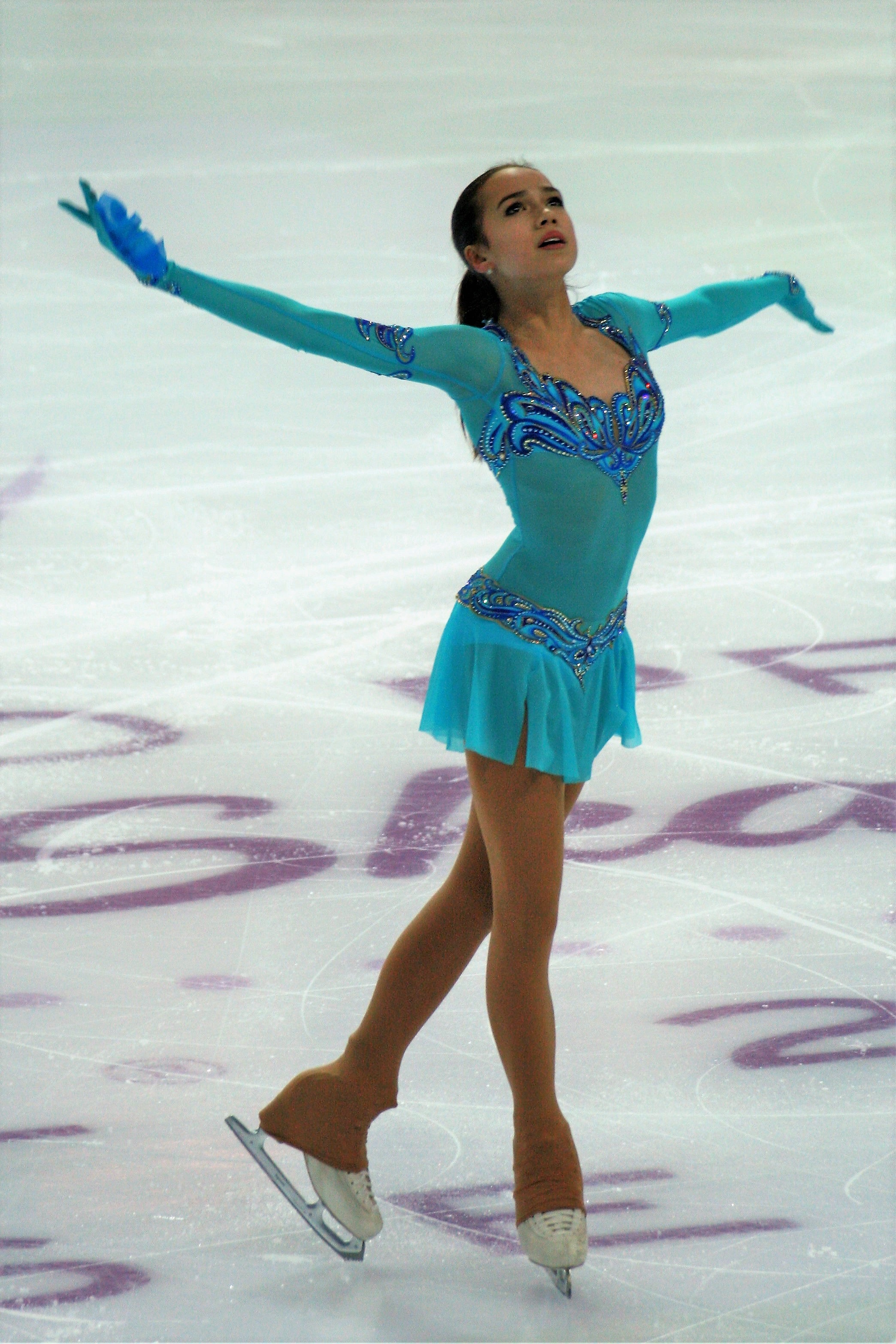
Program krótki Samson and Delilah podczas finału Junior Grand Prix 2016 w Marsylii

| Sezon   | Program krótki (SP) | Program dowolny (FS) | Pokazy mistrzów                                                                                               |
| ------- | --- | --- | --- |
| 2019–20 | - Me voy – Jasmin Lewi choreografia: Daniił Glejchiengauz, Eteri Tutberidze                                                                                                | - The Feeling Begins – Peter Gabriel - Owertura z filmu Lawrence z Arabii – Maurice Jarre - Ramses – Khatir Hicham choreografia: Daniił Glejchiengauz                                | - Bad Guy – Billie Eilish choreografia: Daniił Glejchiengauz - Outro – M83 choreografia: Daniił Glejchiengauz |
| 2018–19 | - Upiór w operze medley – Andrew Lloyd Webber choreografia: Daniił Glejchiengauz - The Mirror/Angel of Music (Reprise) - Think Of Me - Masquerade - The Music of the Night | - Carmen medley – Georges Bizet choreografia: Daniił Glejchiengauz | - Survivor (z filmu Tomb Raider) – 2WEI                                                                       |
| 2017–18 | - Czarny łabędź – Clint Mansell - The Middle of the World (z filmu Moonlight) – Nicholas Britell choreografia: Daniił Glejchiengauz                                        | - Don Kichot – Ludwig Minkus | - Afro Blue – Jazzmeia Horn                                                                                   |
| 2016–17 | - Samson i Dalila – Camille Saint-Saëns | - Don Kichot – Ludwig Minkus | - Różowa Pantera – Henry Mancini                                                                              |
| 2015–16 | - Różowa Pantera – Henry Mancini | - Ghost the Musical medley – Richard Fleeshman, Caissie Levy oryg. David A. Stewart, Glen Ballard - Unchained Melody (Dance) / The Love Inside - Suspend My Disbelief / I Had A Life | |

## Rekordy świata
Od sezonu 2018/2019
| Data                         | Punkty                  | Zawody                  | Uwagi                                                                                        |                         |
| Rekordy w nocie łącznej      | Rekordy w nocie łącznej | Rekordy w nocie łącznej | Rekordy w nocie łącznej                                                                      | Rekordy w nocie łącznej |
| ---------------------------- | ----------------------- | ----------------------- | -------------------------------------------------------------------------------------------- | ----------------------- |
| 28 września 2018             | 238,43                  | Nebelhorn Trophy 2018   | Rekord został pobity przez Aleksandrę Trusową na Memoriale Ondreja Nepeli 2019 (238,69 pkt). |                         |
| Rekordy w programie dowolnym |                         |                         |                                                                                              |                         |
| 28 września 2018             | 158,50                  | Nebelhorn Trophy 2018   | Rekord został pobity przez Aleksandrę Trusową na Memoriale Ondreja Nepeli 2019 (163,78 pkt). |                         |
| Rekordy w programie krótkim  |                         |                         |                                                                                              |                         |
| 16 listopada 2018            | 80,78                   | Rostelecom Cup 2018     | Rekord został pobity przez Rikę Kihirę podczas Finału Grand Prix 2018 (82,51 pkt).           |                         |
| 27 września 2018             | 79,93                   | Nebelhorn Trophy 2018   |                                                                                              |                         |

Przed sezonem 2018/2019
| Data                                  | Punkty                      | Zawody                           | Uwagi |                             |
| Rekordy w programie krótkim           | Rekordy w programie krótkim | Rekordy w programie krótkim      | Rekordy w programie krótkim | Rekordy w programie krótkim |
| ------------------------------------- | --------------------------- | -------------------------------- | --- | --------------------------- |
| 21 lutego 2018                        | 82,92                       | Igrzyska Olimpijskie 2018        | Historyczny rekord świata przed sezonem 2018/2019. |                             |
| Rekordy w nocie łącznej juniorów      |                             |                                  | |                             |
| 19 marca 2017                         | 208,60                      | Mistrzostwa Świata Juniorów 2017 | Rekord został pobity przez Aleksandrę Trusową na Mistrzostwach Świata Juniorów 2018 (225,52 pkt).                                                                                         |                             |
| 11 grudnia 2016                       | 207,43                      | Finał Junior Grand Prix 2016     | Zagitowa została pierwszą solistką juniorką, której nota łączna przekroczyła 200 pkt. |                             |
| Rekordy w programie dowolnym juniorów |                             |                                  | |                             |
| 19 marca 2017                         | 138,02                      | Mistrzostwa Świata Juniorów 2017 | Rekord został pobity przez Aleksandrę Trusową na Mistrzostwach Świata Juniorów 2018 (153,49 pkt).                                                                                         |                             |
| 11 grudnia 2016                       | 136,51                      | Finał Junior Grand Prix 2016     | |                             |
| Rekordy w programie krótkim juniorów  |                             |                                  | |                             |
| 10 grudnia 2016                       | 70,92                       | Finał Junior Grand Prix 2016     | Rekord został pobity przez Alonę Kostornają na finale Junior Grand Prix 2017 (71,65 pkt). Zagitowa została pierwszą solistką juniorką, której nota za program krótki przekroczyła 70 pkt. |                             |

## Rekordy życiowe
| Historyczne rekordy życiowe przed sezonem 2018/2019 | Historyczne rekordy życiowe przed sezonem 2018/2019 | Historyczne rekordy życiowe przed sezonem 2018/2019 | Historyczne rekordy życiowe przed sezonem 2018/2019 | Historyczne rekordy życiowe przed sezonem 2018/2019 |
| Segment                                             | Data                                                | Punkty                                              | Zawody                                              | Uwagi                                               |
| --------------------------------------------------- | --------------------------------------------------- | --------------------------------------------------- | --------------------------------------------------- | --------------------------------------------------- |
| TSS                                                 | 23 lutego 2018                                      | 239,57                                              | Igrzyska Olimpijskie 2018                           |                                                     |
| SP                                                  | 21 lutego 2018                                      | 82,92                                               | Igrzyska Olimpijskie 2018                           | Historyczny rekord świata przed sezonem 2018/2019.  |
| SP TES                                              | 21 lutego 2018                                      | 45,30                                               | Igrzyska Olimpijskie 2018                           |                                                     |
| SP PCS                                              | 21 lutego 2018                                      | 37,62                                               | Igrzyska Olimpijskie 2018                           |                                                     |
| FS                                                  | 20 stycznia 2018                                    | 157,97                                              | Mistrzostwa Europy 2018                             |                                                     |
| FS TES                                              | 20 stycznia 2018                                    | 82,67                                               | Mistrzostwa Europy 2018                             |                                                     |
| FS PCS                                              | 20 stycznia 2018                                    | 75,30                                               | Mistrzostwa Europy 2018                             |                                                     |

## Odznaczenie
- Order Przyjaźni – 27 lutego 2018[19]